# Стэнтон, Грегори
Грегори Стэнтон (англ. Gregory H. Stanton) — американский правозащитник. Основатель и руководитель организации «Genocide Watch», с 2007 года — президент Международной ассоциации исследователей геноцида. Также известен как автор теории о восьми стадиях геноцида, ныне широко используемой учёными и политиками.
С 1960-х гг. активно занимается правозащитной деятельностью, профессор прав человека и юриспруденции.